# Wałerij Krywencow
Wałerij Serhijowycz Krywencow, ukr. Валерій Сергійович Кривенцов, ros. Валерий Сергеевич Кривенцов, Walerij Siergiejewicz Kriwiencow (ur. 30 lipca 1973 w Doniecku, Ukraińska SRR) – ukraiński piłkarz, grający na pozycji pomocnika, a wcześniej obrońcy, reprezentant Ukrainy, trener piłkarski.

## Kariera piłkarska

### Kariera klubowa
Wychowanek Szkoły Piłkarskiej Szachtar Donieck. Pierwszy trener Witalij Staruchin. W 1990 rozpoczął karierę piłkarską w Szachtarze, w którym występował do 2001, kiedy to przeniósł się Metałurha Donieck. Następny sezon rozpoczął w Wołyni Łuck. W 2003 wyjechał do Kazachstanu, gdzie bronił barw Aktöbe-Lento Aktöbe. Karierę piłkarską zakończył w 2005 w Metałurhu Zaporoże.

### Kariera reprezentacyjna
11 września 1994 roku debiutował w narodowej reprezentacji Ukrainy w przegranym 0:1 meczu towarzyskim z Koreą Południową. Łącznie rozegrał 17 gier. Wcześniej bronił barw młodzieżowej reprezentacji.

## Kariera trenerska
Po zakończeniu kariery przez rok prowadził swój biznes, a potem powrócił do piłkarskiej kariery, tym razem jako trener w Piłkarskiej Akademii Szachtar Donieck. W lipcu 2015 został zaproszony do sztabu szkoleniowego Szachtara Donieck, gdzie trenował juniorską drużynę. 22 czerwca 2015 został mianowany na stanowisko głównego trenera Illicziwca Mariupol.

## Sukcesy i odznaczenia

### Sukcesy klubowe
- wicemistrz Ukrainy (6x): 1994, 1997, 1998, 1999, 2000, 2001
- brązowy medalista Mistrzostw Ukrainy: 2002
- zdobywca Pucharu Ukrainy: 1995, 1997

### Sukcesy indywidualne
- wybrany do listy 33 najlepszych piłkarzy roku na Ukrainie: 1997 (nr 3), 1998 (nr 2)